# Ommeren
Ommeren est un village néerlandais situé dans la commune de Buren, en province de Gueldre. Au 1er janvier 2021, il compte 715 habitants. 
Le village connaît une certaine notoriété internationale début 2023 de par la mise à disposition publique d'une carte qui y indiquerait la présence de biens de valeur cachés par les Nazis à la fin de la Seconde Guerre mondiale.

## Histoire
À l'époque romaine, des habitations s'élevaient à l'endroit où se trouve maintenant Ommeren. En raison des inondations, le lieu sera resté longtemps inhabité par la suite.
En 997, l'empereur Otton III donna le village alors appelé 'Umeron' à un nouveau monastère près d'Aix-la-Chapelle. Il y avait déjà une église à Ommeren au XIIe siècle. Au milieu du XIIIe siècle, Ommeren appartient aux comtes de Gueldre. En 1427, le prévôt du monastère d'Aix-la-Chapelle, le seigneur de Buren, et l'évêque ainsi que la ville d'Utrecht concluent un accord accordant Ommeren au Sticht.
Ommeren était un dominium (heerlijkheid en néerlandais). Il apparait aussi un jugement, relevant des seigneurs de Lienden, qui détenaient également le droit seigneurial.
En 1453 et 1455, l'évêque Walraven van Meurs a mis l'endroit en gage, plus précisément à Jan van Gymnich, seigneur de Visschel. À son tour, il a remis Ommeren à Gerard van Culemborg en 1461, qui a alors été autorisé à se faire appeler seigneur d'Ommeren. Il est resté entre les mains de Culemborg jusqu'à ce que la comtesse Louisa Anna van Culemborg vende le village à la famille Van den Steen en 1698.
Ommeren appartenait à la commune de Lienden de 1811 à 1998. Depuis 1999, il appartient à la commune de Buren.